# スウェプト・アウェイ
『スウェプト・アウェイ』（Swept Away）は、2002年に公開されたイギリス・イタリア・アメリカ合衆国のロマンティック・コメディ映画。リナ・ウェルトミューラー監督による1974年の『流されて…』のリメイク版。ガイ・リッチーが監督・脚本を手掛け、マドンナが主演を務めている。
撮影はヨーロッパのマルタ島やサルディニア島などで行なわれた。なお、もう一人の主役であるジュゼッペの役は、オリジナル版を演じたジャンカルロ・ジャンニーニの息子アドリアーノ・ジャンニーニが演じている。

## キャスト
※括弧内は日本語吹替
- アンバー - マドンナ（唐沢潤）
- ジュゼッペ - アドリアーノ・ジャンニーニ（イタリア語版）（井上倫宏）
- トニー - ブルース・グリーンウッド（内田直哉）
- 船長 - ヨルゴ・ヴォヤギス（英語版）（藤本譲）
- デビ - エリザベス・バンクス（斎藤恵理）
- マイケル - デヴィッド・ソーントン（安井邦彦）
- マリーナ - ジーン・トリプルホーン（榎本智恵子）
- トッド - マイケル・ビーティー（遠藤純一）
- チーフ - ジョージ・ヤスーミ（石井隆夫）
- 船員 - リカルド・パーナ（木村雅史）
- ベルボーイ - アンドレア・ラガッツ（栗山浩一）

## ストーリー
製薬業界の大物である夫トニーとともに地中海旅行に訪れていたアンバーは、ある日ボートのエンジンが故障してしまい、船の乗組員のジュゼッペと共に無人島に漂着する。クルーザーの中では散々ジュゼッペの事をいびりとおしていたアンバーだが、無人島では漁師として育ったジュゼッペに分があり、逆に服従を強いられる。始めはいがみあう二人だが、無人島で暮らす内に愛が芽生え、二人は共に生きる事を願うようになる。1ヵ月後、二人は救助され駆け落ちを願うが、トニーに勘付かれ、二人は離れ離れになってしまう。

## 評価
ガイ・リッチーの3作目にあたる長編映画だが、前2作と打って変って大変評価が低い。2003年には作品賞、リメイク賞、監督賞、主演女優賞、スクリーンカップル賞と、その年最多の5部門でのゴールデンラズベリー賞を獲得してしまった。その要因としては主にマドンナの演技、平坦な演出が批判の槍玉に挙げられている。また、公私混同ぶりが反感を呼び、「魅力のない胴体をあらわにするのは犯罪」と叩くマスコミが相次いだ。マドンナ本人は同年の『007 ダイ・アナザー・デイ』でも最低助演女優賞を受賞し、1人で3部門を受賞している。